# Ruggero Gabbai
Ruggero Gabbai (Anversa, 6 agosto 1964) è un regista e fotografo italiano.

## Biografia
Nato ad Anversa ma cresciuto a Milano, si laurea in cinematografia presso la Columbia University di New York, collaborando poi con Miloš Forman, Paul Schrader, Emir Kusturica e Martin Scorsese, Vojtěch Jasný e Paul Morrissey. Il documentario The King of Crown Heights, tratto dalla sua tesi di laurea, viene trasmesso dalla PBS Channel 13 (USA) in prima serata nel 1994.
Nel 1997 è regista del film-documentario Memoria, con gli autori Marcello Pezzetti e Liliana Picciotto, prodotto dalla Fondazione centro di documentazione ebraica contemporanea (CDEC) ed Elliot Malki, e la voce narrante di Giancarlo Giannini. Il film contiene le testimonianze di 93 sopravvissuti italiani ai campi di concentramento e di campi di sterminio. Memoria è presentato lo stesso anno al Festival di Berlino e fra i film vincitori del "Nuremberg International Human Rights Film Festival". Il documentario fu trasmesso dalla RAI ottenendo circa 7 milioni di ascolti. Il film fu anche selezionato dai festival cinematografici di Gerusalemme(Jerusalem Film Festival), Washington, Marsiglia, Valencia, Istanbul.
In seguito dirige una trentina di film-documentari e fra il 2002 e il 2006, in collaborazione con il produttore Michele Bongiorno, realizza una serie di documentari prodotti e poi trasmessi dalle reti Mediaset creando la serie televisiva Il Minotauro e Una penisola di storie. Tra i documentari che compongono le serie si ricordano Varenne, Ajamola Ajamola, Emma Bonino, Enzo Maiorca e Una città in Palio. Gabbai collabora con Mike Bongiorno alle trasmissioni Bravo Bravissimo, Il piccolo Mozart e produce Mezzogiorno di cuoco.
Realizza Io ricordo (2009), tratto dal libro Per questo mi chiamo Giovanni di Luigi Garlando prodotto da Indiana Production, dalla Fondazione Paolo Borsellino e dai fratelli Gabriele e Silvio Muccino, film e libro sulle testimonianze delle famiglie di vittime della mafia, con il patrocinio della Presidenza della Repubblica Italiana e dei beni culturali, trasmesso da Canale 5. Nel 2012 il regista curerà anche la pubblicazione di un libro omonimo dove sono raccolte le testimonianze integrali dei protagonisti del film.
Nel 2011 è eletto consigliere comunale del Comune di Milano durante l'amministrazione del Sindaco Giuliano Pisapia e dal 2012 al 2015 ricopre la carica di presidente della Commissione consiliare Expo 2015.
Nel 2013 realizza Il viaggio più lungo, documentario sulla deportazione degli ebrei dell'isola greca di Rodi, presentato alla Camera dei deputati dalla presidente Laura Boldrini.  Il film è anche selezionato per il Jerusalem Film Festival e trasmesso da Rai 1. Nello stesso anno sarà anche direttore artistico dell’inaugurazione del Memoriale della Shoah, realizzando un video di presentazione per il Presidente della Repubblica Sergio Mattarella.
Il suo film Starting Over Again (2015) prodotto da Elliot Malki è stato esposto all'interno della mostra sull'Egitto al Museo d’Israele a Gerusalemme.
Nel 2016 il film CityZEN sul quartiere ZEN di Palermo è selezionato al Taormina film festival, partecipa a Manifesta 2018 ed è trasmesso da Sky Atlantic.
Con David Meghnagi realizza nel 2017 Libia, l'ultimo esodo, selezionato al Jerusalem Film Festival, Toronto e Washington e trasmesso su Rai 1. Il film vince il VisualFest dell’Università degli Studi Roma Tre.
Con Sky Arte realizza il documentario Being Missoni sulla nota maison di moda, prodotto dalla Good day Films per Sky Arte e presentato al cinema Anteo di Milano.
Il documentario Eravamo Italiani, un montaggio dei film Memoria, Fossoli e Il viaggio più lungo, commissionato dall'IHRA nel 2018, è stato selezionato dal Ministero degli Esteri come documento ufficiale per le ambasciate italiane nel mondo. Il film è stato presentato in numerosi istituti italiani di cultura tra cui New York, Miami, Pechino, Hanoi, Taipei, Ankara e numerose altre sedi.
Il film La Razzia - Roma, 16 ottobre 1943 racconta le vicende della deportazione degli ebrei a Roma. Il documentario, prodotto dalla Fondazione Museo della Shoah di Roma, con gli autori Marcello Pezzetti e Liliana Picciotto, è stato selezionato alla tredicesima edizione del Festival del Cinema di Roma e viene presentato alla Camera dei deputati dalla presidente Mara Carfagna. Il film sarà acquistato da Rai Cinema e trasmesso da Rai 1 il 27 gennaio 2019 ed è selezionato per la fase finale dei Nastri d’argento.
Nel 2020 Gabbai gira il docufilm Kinderblock - L'ultimo inganno un drammatico racconto sulla storia del piccolo Sergio De Simone attraverso la testimonianza delle cugine Andra e Tatiana Bucci, che assieme al cugino Sergio erano nel blocco degli esperimenti del dottor Mengele nel campo di Auschwitz-Birkenau. Il film è girato tra Napoli, Fiume, Trieste, Auschwitz e Amburgo ed è prodotto in collaborazione con Rai Cinema, la Fondazione Museo della Shoah di Roma e la Goren Monti Ferrari Foundation. Il docufilm andrà in onda all'interno della rubrica Speciale TG1 su Rai 1 il 2 febbraio 2020 ottenendo un'audience di un milione e centomila spettatori.
Alcuni dei documentari realizzati da Ruggero Gabbai sono stati esposti in importanti musei come l'Israel Museum a Gerusalemme, il Staatliches Museum Ägyptischer Kunst di Monaco, il Jewish Museum di New York, Yad Vashem e l'Accademia di belle arti di Brera.
Il film Du TGM au TGV, col produttore Gilles Samama e l'autrice Sonia Fellous è stato presentato in anteprima con Michel Boujenah al cinema Grand Rex ed è stato selezionato per il Jerusalem Film Festival del 2022 dopo essere stato proiettato diverse volte nei cinema in Francia.
L'ultimo film fino al 2022, Il respiro di Sholmo, dedicato a Shlomo Venezia e alla sua testimonianza del Sonderkommando, prodotto da Forma International in collaborazione con Rai Cinema e la Fondazione Museo della Shoah di Roma, è presentato in anteprima nazionale il 23 gennaio 2023 al Teatro dell'Opera di Roma, e andrà in onda il Giorno della Memoria, il 27 gennaio 2023, su Rai 1.
Da ottobre 2022, Gabbai sta lavorando a un film sulle dissidenti iraniane. Le sue foto delle manifestanti a Milano contro il regime iraniano sono state pubblicate su la Repubblica.
A febbraio 2023 ha presentato al Memoriale della Shoah di Milano il progetto del lungometraggio Donna, Vita, Libertà , intervistando numerose personalità del movimento dissidente iraniano, fra cui la giornalista e attivista Masih Alinejad  e Hamed Esmaeilion, portavoce dell’Associazione delle famiglie delle vittime del Volo Ukraine International Airlines 752.
Liliana, del regista Ruggero Gabbai è un film prodotto da Forma International in collaborazione con Rai Cinema. É un film che ritrae la tragica e unica vita della senatrice a vita Liliana Segre. Il film è distribuito da Lucky Red in Italia e da True colors all’estero. Il film è stato selezionato alla festa del cinema di Roma vincendo il riconoscimento speciale "Il Valore educativo del rispetto" nel  "Sorriso Diverso Roma award" e ha ricevuto il Premio speciale del Nastro d'argento 2025 per la sezione Documentari.

## Filmografia

### Cinema
- Liliana  (2024)
- Il respiro di Shlomo (2023)
- Du TGM au TGV (2022)
- Rumore bianco (2021)
- Kinderblock - L'ultimo inganno (2019-2020)
- La Razzia - Roma, 16 ottobre 1943 (2018)[33][34]
- Being Missoni (2018)
- Libia: l'ultimo esodo (2017)
- CityZEN (2016)
- Starting over again (2015)
- The longest journey (2013)
- B&B Italia (2011)
- Jackfly (2010)
- "Io Ricordo" (2008)
- Arabi Danzanti (2007)
- Gli ebrei di Fossoli (2006)
- Sarajevo, i figli d’Abramo (2002)
- American dream (2001)
- Okkio per okkio (2000)
- Gerusalemme, una promessa di pietra(1999)
- Lavori in carne (1998)
- Viaggio verso casa (1998)
- Cici daci dom, noi zingari d’Italia (1998)
- Memoria (1997)
- Febbre rossa (1997)
- The king of crown heights (1994-1993)
- Free fallin (1992)
- Václav Havel, a day in New York (1990)

### Televisione
- Minotauro: Versace, Missoni, Emma Bonino, Enzo Maiorca, La danza delle cinque, Confronto istintivo e Un aiuto naturale (2002-2006), Mediaset
- Varenne, un’atleta chiamato cavallo (2002), Mediaset
- Una penisola di storie: Ajamola ajamola, il rito della mattanza, Una città in Palio, Il Redentore (2001), Mediaset
- Kinderblock - L'ultimo inganno (2020)